# Válide szultána fürdő
A Válide szultána fürdő vagy Valide szultána hamam (szárazfürdő) Eger városának a török hódoltság idejéből származó műemlék törökfürdő-romja.

## Elhelyezkedése
A Tinódi Lantos Sebestyén tér 1-3. (bejárat), illetve a Kossuth Lajos utca 19. alatt található a belváros szélén az egri vár főkapujának közelében található.

## Története
Az épület a Válide szultána, magyarul a „Szultán Anyja” nevet viseli. Evlija Cselebi utazó 1664-ben már említi a közeli, sokkal szerencsésebb sorsú, még ma is fürdőként üzemelő Arnaut pasa fürdőjével együtt. Eger visszafoglalása után már nemigen használták fürdőként, hanem csak gabonaraktárként, lakóházként, később harangok öntésére. Közben az épület folyamatosan pusztult. Csak a 19. században „fedezték fel” újra. 1863-ban Rómer Flóris készített róla egy gyorsfelmérést, de ennél több előrelépés majd egy évszázadig nem történt a hamam érdekében. Csak 1958–1962-es Gerő Győző-féle ásatás tárta fel az épületet. A következő évtizedek alatt az épülethez és a környezetéhez is méltatlan palatető védte az esőtől az épületet, mígnem 2013-ban múzeumként átadták a nagyközönség részére. Ekkorra skandináv stílusú, lécekből épített védőépületet kapott a rekonstrukció keretében. A Dobó István Vármúzeum kezeli a épületet.